# 3692 Рикман
3692 Рикман (енгл. 3692 Rickman) је астероид главног астероидног појаса чија средња удаљеност од Сунца износи 2,725 астрономских јединица (АЈ).
Апсолутна магнитуда астероида је 13,7.